# 侵食基準面

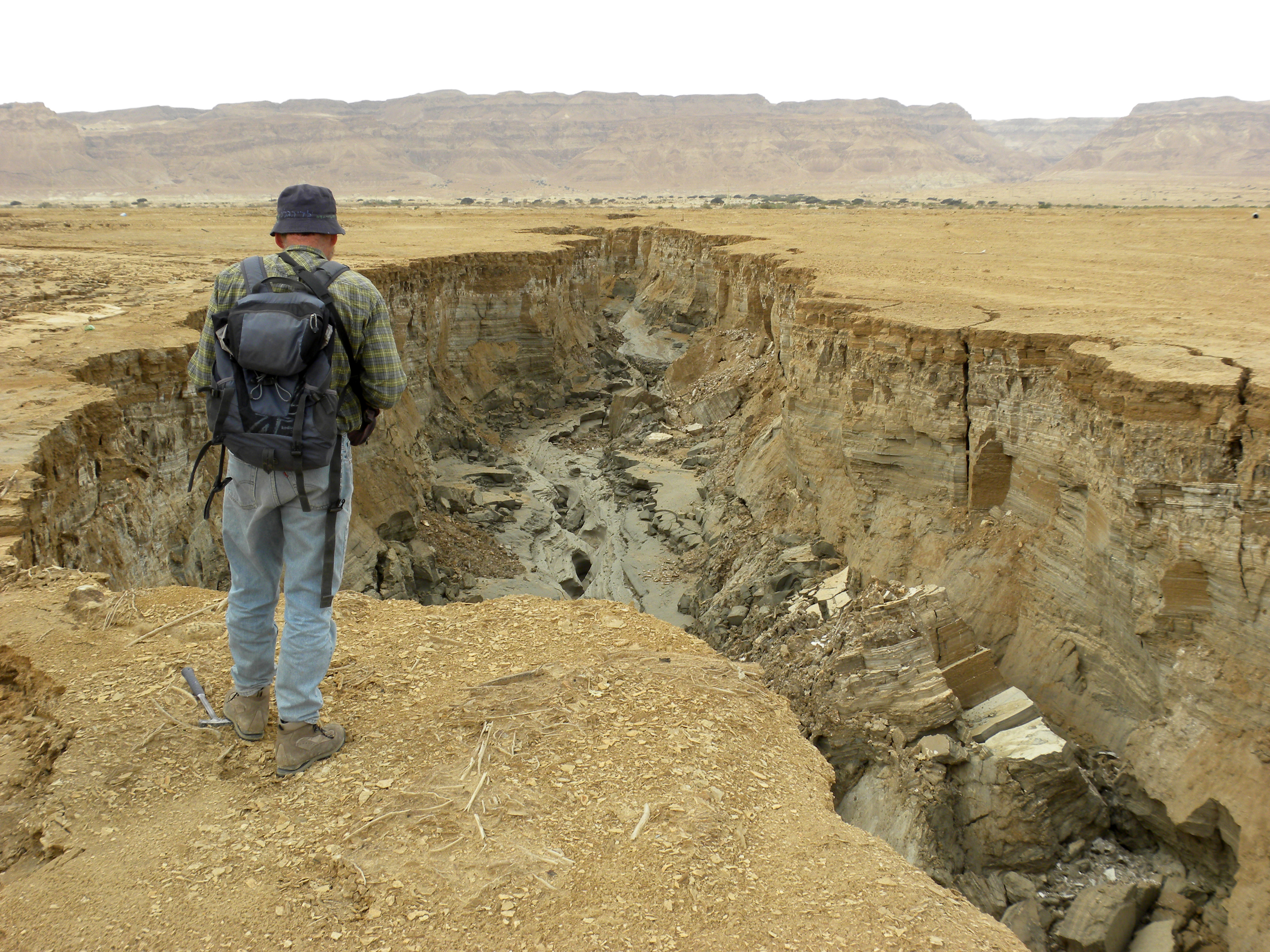
死海の湖水面が低下したことで、死海に注ぐワジによる開析が始まった状況

侵食基準面（しんしょくきじゅんめん、英:Base level）とは、河川の侵食作用が及ぶ限界の高さである。
河川による侵食作用が続けば、地面が削られてその場所の高さは徐々に低くなっていくが、その地域で水が流れる事の出来る最低の高さよりも低くなることはあり得ない。この流水による侵食が働き得る限界の高さを侵食基準面という。
狭い地域、短期間の侵食現象について考えるならば、その地域の最大の河川の河床（川底）や湖沼の水面が侵食基準面となるが、広い地域、長期間の侵食現象を考えるならば、海面が侵食基準面となる。
広域的・長期的な侵食基準面となる海面の高さは、気候変動の影響を受けて過去に何度も変動を繰り返してきた（海水準変動）。寒冷で氷河が広がる氷期には陸上に氷河という形で水が蓄積されるため海水が減り、そのため海面が下がる（海退）。一方、温暖で氷河が縮小する間氷期には、その逆の理由で海面が上がる（海進）。ヨーロッパの研究によれば、第四紀に入って以降、古い順に、ビーバー氷期、ドナウ氷期、ギュンツ氷期、ミンデル氷期、リス氷期、ビュルム氷期という6つの氷期があった事が分かっている。
氷期・間氷期の繰り返しによって、侵食基準面が変動を繰り返したことは、全世界における地形形成に影響を与えた。侵食基準面が変化すると、土地を削る水の流れ方が変化し、河川の侵食作用の強さが変化する。この事によって河岸段丘（河成段丘）が形成される。